# ティボー2世 (ブロワ伯)
ティボー2世（フランス語：Thibaut II, 985年ごろ - 1004年7月11日）は、ブロワ伯（在位：995年 - 1004年）。

## 生涯
ティボー2世はブロワ伯ウード1世とベルト・ド・ブルゴーニュの長男である。996年に父ウード1世が死去し、ティボー2世はブロワ伯、シャトーダン伯、シャルトル伯およびランス伯となった。母ベルトはウード1世の死後、フランス王ロベール2世と再婚し、ティボー2世はロベール2世の義子となった。ティボーは嗣子を残さず死去し、弟ウード2世が伯位を継承した。